# 布鲁克兰
布鲁克兰（英语：Brookland）是美国华盛顿哥伦比亚特区东北区的一个社区，沿12街，西到9街，南到罗得岛大道，东到南达科他大道。北界为密歇根大道（9-14街）。布鲁克兰又被称为“小罗马”，因为在美国天主教大学周边聚集了许多天主教机构。
布鲁克兰在成立时大多是白人。但是到二战后的20世纪中叶白人群飞后，布鲁克兰已发展成华盛顿相对多样化和稳定的区域。现在布鲁克兰仍有许多维多利亚时期建筑，有一个小而繁荣的商业社区。像华盛顿许多其他街区一样，布鲁克兰在过去的十年间经历了显著的复兴。

## 地标

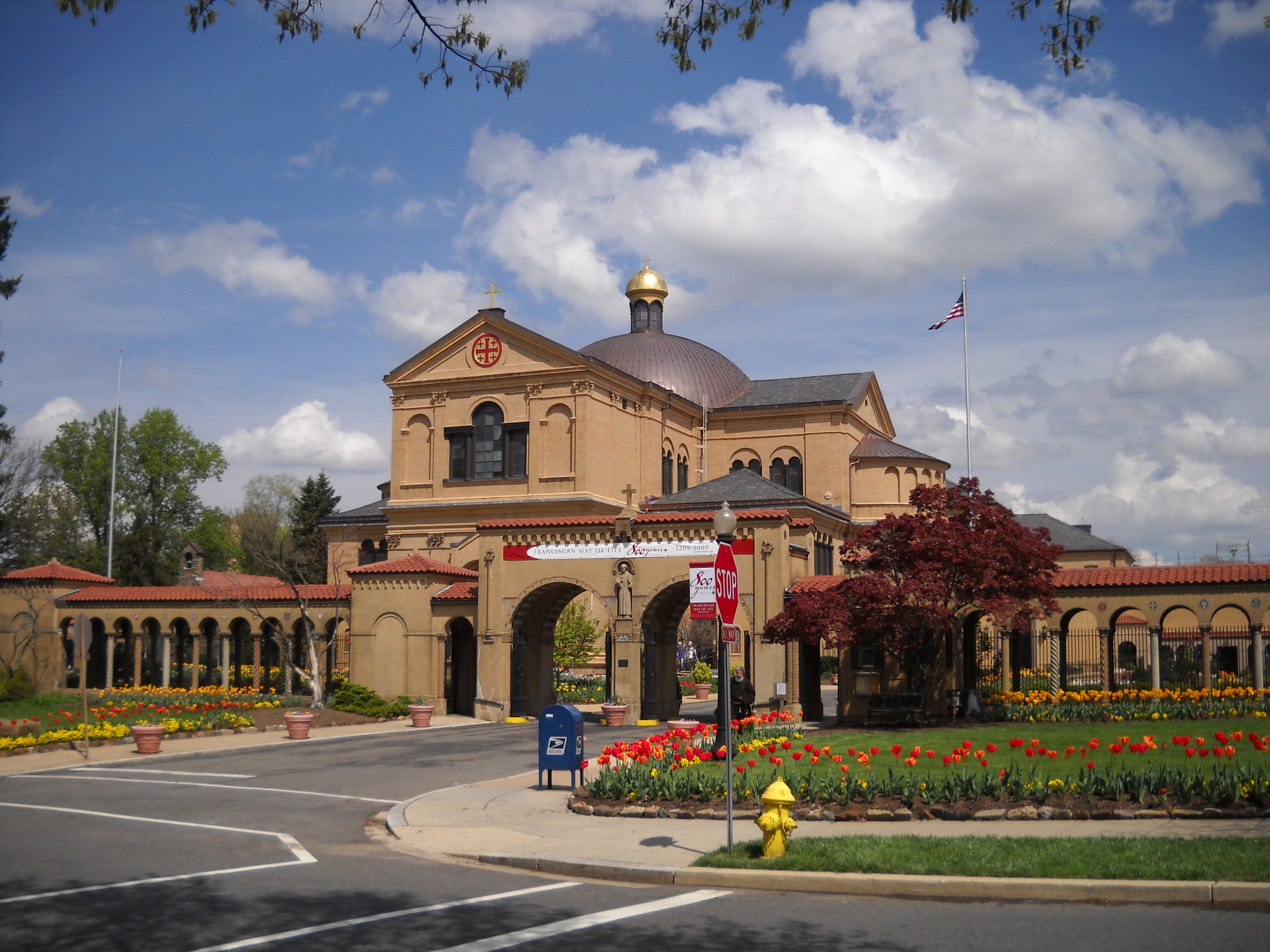
圣墓山方济各会修道院

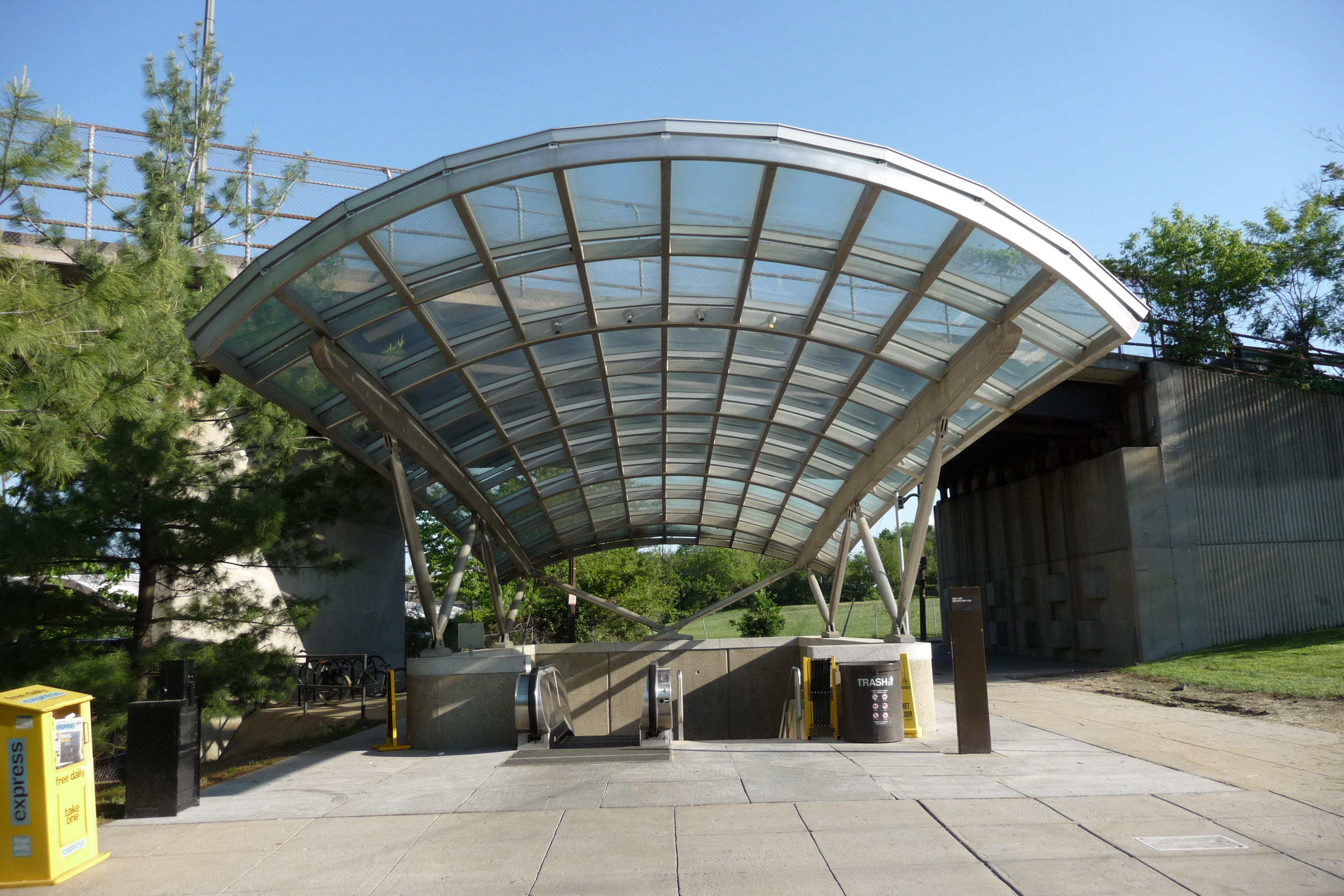
布鲁克兰地铁站

- 布鲁克斯大厦
- 圣墓山方济各会修道院
- 拉尔夫·本奇住宅
- 斯特灵·艾伦·布朗住宅
- 玛乔丽·金南·罗林斯住宅
- 查尔斯德鲁纪念大桥
- 圣安多尼天主教学校和教堂
- 罗伯特C.韦弗住宅
- 约翰·P·戴维斯住宅
- 乌克兰天主教圣家国家朝圣地
- 圣母无玷始胎国家朝圣地圣殿
- 美国天主教大学
- 圣若望保禄二世国家朝圣地
- 圣三大学
- 美国天主教主教团
- 卡罗尔总主教中学
- Dance Place
- 圣保禄神学院

## 天主教机构
1887年，罗马天主教 购买米德尔顿产业庄园，毗邻布鲁克兰，作为美国天主教大学的校园。该校的存在吸引了许多其他天主教组织和机构前往该地区，包括成立于1897年的圣三学院（现圣三大学）、1905年的道明会研究所（Dominican House of Studies）、1905年的圣墓山方济各会修道院、1917年的美国天主教大学神学院。圣母无玷始胎国家朝圣地圣殿，美国的主保教堂，于1920年开始动工。圣若望保禄二世国家朝圣地开设于2001年。到1940年近60个天主教机构在该社区安家。